# Chalain-d’Uzore
Chalain-d’Uzore – miejscowość i gmina we Francji, w regionie Owernia-Rodan-Alpy, w departamencie Loara.
Według danych na rok 1990 gminę zamieszkiwało 375 osób, a gęstość zaludnienia wynosiła 47 osób/km² (wśród 2880 gmin regionu Rodan-Alpy Chalain-d’Uzore plasuje się na 1257. miejscu pod względem liczby ludności, natomiast pod względem powierzchni na miejscu 1281.).